# Тагальська мова
Тагальська мова (тагал. Wikang Tagalog) — офіційна мова Республіки Філіппіни (поряд з англійською) і одна з найпоширеніших мов на Філіппінських островах. Головна мова ЗМІ та освіти. Тагальська поширена як мова міжнаціонального спілкування як у країні, так і в закордонних філіппінських громадах.
Назва тагальської мови походить від назви tagá-ílog, в котрій слово tagá означає «мешканець» і ílog означає «річку», таким чином первісне значення цього слова було — «мешканець річки». На цей час дуже мало відомо про історію мови, оскільки до захоплення Філіппін Іспанією не збереглося жодної письмової пам'ятки мови або тексту. Деякі вчені висувають гіпотезу, що тагальська мова виникла в північно-східних або східних регіонах країни.

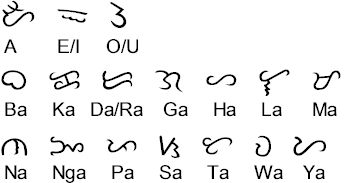
Історичний тагальський шрифт — баібаїн (зараз не використовується)

Перша відома книга тагальською мовою — Doctrina Cristiana (Християнська Доктрина), датована 1593 роком. Ця книга була написана іспанською мовою в супроводі двох версій тагальської мови: одна тагальським шрифтом (баібаїн), а інша латиницею. Під час іспанського володіння островами католицькі священники складали граматики і словники тагальської мови.
Поет Франсіско Бальтасар (1788—1862) вважається одним з найкращих авторів тагальською мовою. Його найвідоміша робота XIX сторіччя, поема «Флоранта і Лаура», — найкращий зразок класичної тагальської мови. За межами Філіппін тагальська мова також поширена в межах етнічних філіппінських громад.

## Класифікація
Тагальська мова належить до центрально-філіппінських мов, малайсько-полінезійської підсім'ї в межах австронезійського сімейства мов. Ця мова є спорідненою індонезійській, малайській, мові Фіджі, маорі (Нова Зеландія), гавайській, малагасійській (Мадагаскар), полінезійській, таїтянській (Таїті), чаморській (о. Гуам), тетумській (Східний Тимор) та мові пайван (Східний Тайвань).
Тагальська мова має багато запозичень з іспанської, китайської, англійської, малайської, санскриту, арабської мов, а також з інших мов філіппінських островів.

## Офіційний статус
Статус національної тагальська мова отримала в 1937 році. Комітет Національного інституту мов після декількох тижнів вивчення та дослідження проголосив її національною мовою Філіппін, оскільки нею розмовляють у різних регіонах країни. Президент республіки Мануель Кесон 30 грудня 1937 року проголосив тагальську державною мовою країни. Офіційний статус мови був закріплений після відновлення незалежності Філіппін від Сполучених Штатів 4 липня 1946 року. З 1961 по 1987 роки тагальська мова була також відома як «піліпіно» (у тагальській мові фонема «ф» відсутня, є лише для іноземних запозичень), а з 1987 року закріплена у конституції під назвою «філіпіно». З 1940 року тагальська єдина зі 160 різних мов Філіппін викладається в школах усюди в країні.

## Абетки
До прибуття іспанців до Філіппін в XVI сторіччі в писемності тагальської мови використовувався власний шрифт — баібаїн. Ця система писемності мала у своєму складі 3 голосні знаки і 14 приголосних. Хоча на момент прибуття іспанців ним користувалась значна кількість носіїв тагальської мови, поступово під впливом іспанської мови латинська абетка витіснила традиційний шрифт.
Зараз тагальська мова передається майже винятково латинською абеткою. До XX сторіччя тагальська мова передавалась залежно від іспанської орфографії та існувало декілька варіантів писемності. З набуттям тагальською мовою національного статусу науковці запровадили нову абетку, яка складалася з 20 літер: A B K D E G H I L M N NG O P R S T U W Y. В 1976 році, щоб уможливити передавання іспанських і англійських запозичень, такі літери як C, CH, F, J, Q, RR, V, X, і Z були додані до абетки. В 1987 році абетку дещо скоротили з 33 до 28 літер:
| A | B  | C | D | E | F | G |
| H | I  | J | K | L | M | N |
| Ñ | Ng | O | P | Q | R | S |
| T | U  | V | W | X | Y | Z |

## Лексичний склад
Лексика тагальської мови здебільшого складається зі слів австронезійського походження з деякими запозиченнями з іспанської, китайської, малайської, санскриту, арабської та інших мов.
Деякі запозичення з іспанської та англійської мов:
| Тагальська | Українська | Іспанська | Англійська |
| ---------- | ---------- | --------- | ---------- |
| dasál      | молитися   | rezar     | pray       |
| kabayo     | кінь       | caballo   | horse      |
| nars       | медсестра  | enfermera | nurse      |
| sabón      | мило       | jabón     | soap       |
| baryo      | село       | barrio    | village    |
| sapatos    | черевики   | zapatos   | shoes      |
| tsuper     | водій      | chófer    | driver     |

### Числівники
Тагальська мова має два варіанти числівників: власне тагальські й запозичені з іспанської мови. Числівники з іспанської мови використовують при позначенні віку, часу, рахунку в іграх, а також для позначення декількох деномінацій валюти разом зі стандартними числівниками:
| №  | Тагальські | Іспанські | Тагальські (ісп.) |
| -- | ---------- | --------- | ----------------- |
| 1  | isa        | uno       | uno               |
| 2  | dalawa     | dos       | dos               |
| 3  | tatlo      | tres      | tres              |
| 4  | apat       | cuatro    | kwatro            |
| 5  | lima       | cinco     | singko            |
| 6  | anim       | seis      | sais              |
| 7  | pito       | siete     | syete             |
| 8  | walo       | ocho      | otso              |
| 9  | siyam      | nueve     | nwebe             |
| 10 | sampu      | diez      | dyes              |